# غار مش رستمی ۲
غار مش رستمی ۲ مربوط به دوران پیش از تاریخ ایران باستان است و در شمال کازرون، راست تنگ تیکاب واقع شده و این اثر در تاریخ ۲۲ مرداد ۱۳۸۴ با شمارهٔ ثبت ۱۳۳۰۲ به‌عنوان یکی از آثار ملی ایران به ثبت رسیده است.